# Horácio de Carvalho

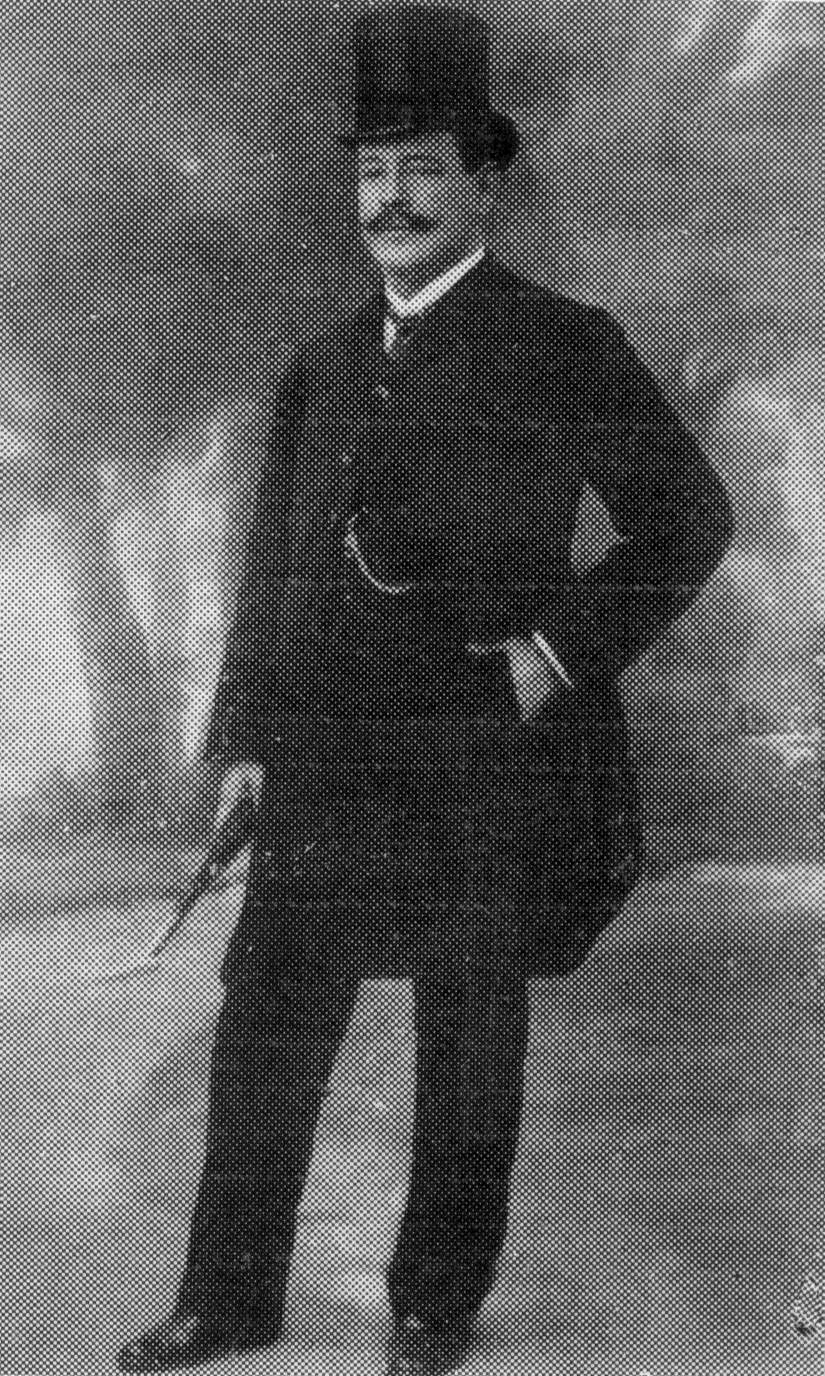
Horácio de Carvalho em Paris (1908).

Horácio Fortunato de Sousa Carvalho (Itabira, 3 de setembro de 1857 — São Paulo, 8 de outubro de 1933) foi um romancista, biógrafo, jornalista, polígrafo, cientista, membro do Instituto Histórico e Geográfico de São Paulo e poeta brasileiro. Além disso, foi redator do Diário Popular (SP, 1888), diretor do Diário Oficial do Estado (1892-1931) e oficial de gabinete de Prudente de Morais, quando presidente de São Paulo. Um dos fundadores do Instituto Histórico e Geográfico/SP, foi eleito sócio correspondente do IHGB em 18 de outubro de 1909.

## Biografia
Horácio de Carvalho deixou sua terra com cerca de 23 anos para fixar-se na capital paulista na qual, em pouco tempo, entrosou-se com os estudantes, poetas e escritores, ingressando no jornalismo da Província.

### O escritor
Reconhecido escritor brasileiro de estética naturalista, é autor de um único romance, O Cromo, editado em 1888 no Rio de Janeiro pela tipografia de Carlos Gaspar da Silva. A obra, esgotada, se resume em apenas uma edição e há poucos exemplares existentes em algumas poucas bibliotecas públicas e coleções particulares.
Em 1900, sai a sua segunda obra chamada Itatyaia: ascensão às Agulhas Negras, publicada pela Laemmert, em  1900. Uma narrativa de uma sua expedição ao Pico das Agulhas Negras em companhia de José Frederico de Borba. Trata-se de um livro bastante apreciado pelos praticantes do montanhismo.

### O jornalista
Além de escritor e poeta, Horácio de Carvalho também foi um empenhado jornalista e companheiro de redação de Júlio Ribeiro, o conhecido autor de A carne.
No governo do vice-presidente do estado em exercício, José Alves de Cerqueira César, foi nomeado, em 1892, diretor do Diário Oficial do Estado. Exerceu esse cargo até 1931, quando enfim se aposentou.
Em 1884, aos 27 anos, publica versos na Gazetinha e, em 1885, em A Democracia, ambos dirigidos por Vitor Ayroza. No mesmo ano, funda com Rivadávia Correia e Falcão Filho, o Ganganelli, nome em homenagem ao pseudônimo do brilhante jornalista e republicano Saldanha Marinho.
De 1884 a 1890 colaborou no Diário Popular, passando logo a redator-chefe. O jornal, na época, era semanal e ilustrado. Em 1889, andou pela Quinzena Paulista e, em 1890, dirigiu O Nacional, órgão do Partido Republicano Paulista, em Santos.
De 1891 a 1896 colaborou novamente no Diário Popular e simultaneamente em O Estado de S. Paulo e no Correio Paulistano. Em 1905 esteve na Ilustração Brasileira e de 1911 a 1914 colaborou em O Estado de S. Paulo.

### Republicano e abolicionista
Meteu-se na política por via do jornalismo acadêmico. Republicano e abolicionista, tomou parte em todos os movimentos cívicos de São Paulo, desde que nessa cidade se radicou. Teve a satisfação de ver seus ideais concretizados por ocasião da Lei Áurea em 1888 e a Proclamação da República em 1889.
Conta Aureliano Leite na sua História da Civilização Paulista, pág. 212, que em meados de 1887 os republicanos de São Paulo, presididos por Prudente de Morais realizaram um congresso partidário no qual foi apresentada por Carlos Garcia a tese separatista. Posta a votos manifestou-se a favor, entre outros, Horácio de Carvalho, muito embora fosse mineiro.
A exemplo dos irmãos, foi poeta na mocidade e deixou inúmeros versos espalhados pela imprensa estudantil e mais tarde por diversos jornais de São Paulo, como por exemplo, um farto manancial publicado pelo Diário Popular desde a sua fundação em 1884 até 1890. Como seu redator, ele dirigia a seção Letras e Artes, onde publicava os seus versos e demais colaboradores.
Sua última obra se intitula O Kaf de João Ramalho. Trata-se de um ensaio monográfico no qual defende a tese de que João Ramalho era judeu. Foi publicado inicialmente no volume 7 da Revista do Instituto Histórico e Geográfico de São Paulo nas páginas 307 a 368. Em seguida  foi editado em livro pelo Diário Oficial do Estado.

### O ocultista
Inicialmente materialista, após a descoberta do hipnotismo, decidiu-se enveredar pelo ocultismo, tornando-se um dos maiores conhecedores do assunto em São Paulo e no Brasil. Conhecia, além do português, várias linguas como o francês, italiano e espanhol. Dominava o latim, a ponto de ser professor. Não lhe eram estranhos o hebraico, o grego antigo e o sânscrito.
Com todo esse conhecimento não lhe foi dificil penetrar nos segredos das ciências ocultas.
Embora tenha recebido convite para ser fundador da Academia Paulista de Letras, cuja sessão inaugural foi a 27 de novembro de 1909, recusou-se a participar assim como outros literatos de primeiro time como Francisca Júlia, Zalina Rolim de Toledo, Paulo Pestana, Alfredo Pujol, Franco da Rocha, Leopoldo de Freitas, Oliveira Fausto, Álvaro Guerra e o padre João Gualberto. Já o poeta Vicente de Carvalho fora posto de lado por já pertencer à época à Academia Brasileira de Letras.
Solteiro e sem filhos, falece de complicações resultantes de diabetes em 1933. Usou ainda os pseudônimos de J. da Silva, A. Feio e H. Searcher.

## Obras
- 1888 O Cromo (estudo de temperamentos), Rio de Janeiro, romance naturalista. Tipografia de Carlos Gaspar da Silva.
- 1896 Bouquet de Cousas, 2 volumes, Livraria Civilização.
- 1900 Itatyaia: ascensão às Agulhas Negras, Rio de Janeiro, viagens, Casa Laemmert & Cia.
- 1901 Navegação aérea, : a conquista dos ares, de Bartholomêu de Gusmão a Santos Dumont : 1709-1901. São Paulo: Typographia do "Diario official" .
- 1903 O Kaf de João Ramalho, estudos, Diário Oficial do Estado de S. Paulo.